# Englische Cricket-Nationalmannschaft in Indien in der Saison 2012/13
Die Tour der englischen Cricket-Nationalmannschaft nach Indien in der Saison 2012/13 fand vom 15. November 2012 bis zum 27. Januar 2013 statt. Die internationale Cricket-Tour war Bestandteil der Internationalen Cricket-Saison 2012/13 und umfasste vier Tests, fünf ODIs und zwei Twenty20s. England gewann die Test-Serie 3–2, Indien die ODI-Serie 3–2, während die Twenty20-Serie 1–1 unentschieden endete.

## Vorgeschichte
Für beide Teams war es die erste Tour der Saison. Beim zuvor ausgetragenen ICC World Twenty20 2012 gewann Indien gegen England in der Vorrunde und beide Teams schieden in der nachfolgenden Super8-Runde aus. Die letzte Tour der beiden Mannschaften gegeneinander fand in der Saison 2011/12 in Indien statt. Im Vorfeld der Tour gab es Probleme zahlreicher Medienvertreter mit dem indischen Verband BBCI über Restriktionen des Zugangs zu den Spielen, der in einem Boykott mündete.

## Stadien
Die folgenden Stadien wurden für die Tour als Austragungsort vorgesehen und am 2. April 2012 bekanntgegeben. Die Stadien in Pune, Ranchi, Rajkot und Dharamsala trugen erstmals ein PDI aus.
| Stadion    | Stadt                                        | Kapazität | Spiele          |
| ---------- | -------------------------------------------- | --------- | --------------- |
| Ahmedabad  | Sardar Patel Stadium                         | 54.000    | 1. Test         |
| Dharamsala | Himachal Pradesh Cricket Association Stadium | 23.000    | 5. ODI          |
| Kochi      | Jawaharlal Nehru Stadium                     | 75.000    | 2. ODI          |
| Kolkata    | Eden Gardens                                 | 82.000    | 3. Test         |
| Mumbai     | Wankhede Stadium                             | 33.000    | 2. Test; 2. T20 |
| Mohali     | Punjab Cricket Association Stadium           | 35.000    | 4. ODI          |
| Nagpur     | Vidarbha Cricket Association Stadium         | 45.000    | 4. Test         |
| Pune       | Subrata Roy Sahara Stadium                   | 42.000    | 1. T20          |
| Rajkot     | Saurashtra Cricket Association Stadium       | 28.000    | 1. ODI          |
| Ranchi     | JSCA International Stadium Complex           | 39.133    | 3. ODI          |

## Kaderlisten
England benannte seinen Test-Kader am 18. September, die ODI- und Twenty20-Kader am 28. November 2012.
Indien benannte seinen Test-Kader am 5. November 2012.
| Test | Test | ODI | ODI | Twenty20 | Twenty20 |
| Indien | England | Indien | England | Indien | England |
| --- | --- | --- | --- | --- | --- |
| - MS Dhoni (K & wk) - Ravichandran Ashwin - Parvinder Awana - Piyush Chawla - Ashok Dinda - Gautam Gambhir - Harbhajan Singh - Ravindra Jadeja - Zaheer Khan - Virat Kohli - Pragyan Ojha - Cheteshwar Pujara - Ajinkya Rahane - Virender Sehwag - Ishant Sharma - Sachin Tendulkar - Murali Vijay - Umesh Yadav - Yuvraj Singh | - Alastair Cook (K) - Stuart Broad (VK) - James Anderson - Jonny Bairstow (wk) - Ian Bell - Tim Bresnan - Nick Compton - Steven Finn - Graham Onions - Stuart Meaker - Eoin Morgan - Monty Panesar - Samit Patel - Kevin Pietersen - Matt Prior (wk) - Joe Root - Graeme Swann - James Tredwell - Jonathan Trott | - MS Dhoni (K & wk) - Ravichandran Ashwin - Parvinder Awana - Piyush Chawla - Ashok Dinda - Gautam Gambhir - Ravindra Jadeja - Virat Kohli - Bhuvneshwar Kumar - Abhimanyu Mithun - Ajinkya Rahane - Suresh Raina - Ambati Rayudu - Rohit Sharma - Manoj Tiwary - Yuvraj Singh | - Eoin Morgan (K) - Jonny Bairstow (wk) - Tim Bresnan - Danny Briggs - Jos Buttler (wk) - Jade Dernbach - Alex Hales - James Harris - Michael Lumb - Stuart Meaker - Samit Patel - Joe Root - James Tredwell - Luke Wright | - MS Dhoni (K & wk) - Virat Kohli (VK) - Ravichandran Ashwin - Ashok Dinda - Gautam Gambhir - Cheteshwar Pujara - Ravindra Jadeja - Bhuvneshwar Kumar - Amit Mishra - Ajinkya Rahane - Suresh Raina - Mohammed Shami - Ishant Sharma - Rohit Sharma - Yuvraj Singh | - Alastair Cook (K) - Ian Bell - Tim Bresnan - Stuart Broad - Danny Briggs - Jos Buttler (wk) - Jade Dernbach - Steven Finn - Craig Kieswetter (wk) - Stuart Meaker - Eoin Morgan - Samit Patel - Kevin Pietersen - Joe Root - James Tredwell - Chris Woakes |

## Tour Match
| 30. Oktober – 1. November Scorecard | Mumbai (BS) | India A 369 (90.1) & 124-4 (40) | – | England XI 426 (119.5) |
|                                     |             | Remis                           |   |                        |

| 3. – 5. November Scorecard | Mumbai (DYS) | England XI 345-9d (93) & 149-2 (52) | – | India A 286 (101.4) |
|                            |              | Remis                               |   |                     |

| 8. – 11. November Scorecard | Ahmedabad | England XI 521 (118.1) & 254-6d (75.2) | – | Haryana 334 (112.4) & 133-6 (42) |
|                             |           | Remis                                  |   |                                  |

| 6. Januar Scorecard | Delhi | India A 224-4 (39/39)                    | – | England XI 175 (36/39) |
|                     |       | India A gewinnt mit 53 Runs (D/L method) |   |                        |

| 8. Januar Scorecard | Delhi | England XI 294-5 (50)       | – | Delhi 295-4 (48.3) |
|                     |       | Delhi gewinnt mit 6 Wickets |   |                    |

## Tests

### Erster Test in Ahmedabad
| 15. – 19. November Scorecard | Ahmedabad | Indien 521-8d (121) & 80-1 (15.3) | – | England 191 (74.2) & 406 (154.3) (f/o) |
|                              |           | Indien gewinnt mit 9 Wickets      |   |                                        |

### Zweiter Test in Mumbai
| 23. – 27. November Scorecard | Mumbai (WS) | Indien 327 (115.1) & 142 (44.1) | – | England 413 (121.3) & 58-0 (9.4) |
|                              |             | England gewinnt mit 10 Wickets  |   |                                  |

### Dritter Test in Kolkata
| 5. – 9. Dezember Scorecard | Kolkata | Indien 316 (105) & 247 (84.4) | – | England 523 (167.3) & 41-3 (12.1) |
|                            |         | England gewinnt mit 7 Wickets |   |                                   |

### Vierter Test in Nagpur
| 13. – 17. Dezember Scorecard | Nagpur | England 330 (145.5) & 352-4d (154) | – | Indien 326-9d (143) |
|                              |        | Remis                              |   |                     |

Für England bedeutete das Unentschieden den ersten Test-Serien Sieg seit 28 Jahren.

## Twenty20 Internationals

### Erstes Twenty20 in Pune
| 20. Dezember Scorecard | Pune | England 157-6 (20)           | – | Indien 158-5 (17.5) |
|                        |      | Indien gewinnt mit 5 Wickets |   |                     |

### Zweites Twenty20 in Mumbai
| 22. Dezember Scorecard | Mumbai (WS) | Indien 177-8 (20)             | – | England 181-4 (20) |
|                        |             | England gewinnt mit 6 Wickets |   |                    |

## One-Day Internationals

### Erstes ODI in Rajkot
| 11. Januar Scorecard | Rajkot | England 325-4 (50)         | – | Indien 316-9 (50) |
|                      |        | England gewinnt mit 9 Runs |   |                   |

### Zweites ODI in Kochi
| 15. Januar Scorecard | Kochi | Indien 285-6 (50)           | – | England 158 (36) |
|                      |       | Indien gewinnt mit 127 Runs |   |                  |

### Drittes ODI in Ranchi
| 19. Januar Scorecard | Ranchi | England 155 (42.2)           | – | Indien 157-3 (28.1) |
|                      |        | Indien gewinnt mit 7 Wickets |   |                     |

### Viertes ODI in Mohali
| 1. Juni Scorecard | Mohali | England 257-7 (50)           | – | Indien 258-5 (47.3) |
|                   |        | Indien gewinnt mit 5 Wickets |   |                     |

### Fünftes ODI in Dharamsala
| 27. Januar Scorecard | Dharamsala | Indien 226 (49.4)             | – | England 227-3 (47.2) |
|                      |            | England gewinnt mit 7 Wickets |   |                      |

Indien sicherte sich mit dem Gewinn der ODI-Serie den ersten Platz in der ODI-Rangliste des Weltverbands ICC.

## Statistiken
Die folgenden Cricketstatistiken wurden bei dieser Tour erzielt.
| Tests               | Tests      | Tests   | Tests   | Tests   | Tests   | Tests   | Tests   | Tests   |
| Batting             | Batting    | Batting | Batting | Batting | Batting | Batting | Batting | Batting |
| Spieler             | Mannschaft | Spiele  | Innings | Runs    | Average | HS      | 100s    | 50s     |
| ------------------- | ---------- | ------- | ------- | ------- | ------- | ------- | ------- | ------- |
| Alastair Cook       | England    | 4       | 8       | 562     | 80,28   | 190     | 3       | 0       |
| Cheteshwar Pujara   | Indien     | 4       | 7       | 438     | 87,60   | 206*    | 2       | 0       |
| Kevin Pietersen     | England    | 4       | 7       | 338     | 48,28   | 186     | 1       | 2       |
| Jonathan Trott      | England    | 4       | 7       | 294     | 42,00   | 143     | 1       | 1       |
| Matt Prior          | England    | 4       | 5       | 258     | 51,60   | 91      | 0       | 2       |
| Bowling             |            |         |         |         |         |         |         |         |
| Spieler             | Mannschaft | Spiele  | Overs   | Wickets | Average | BBI     | 5W      | 10W     |
| Graeme Swann        | England    | 4       | 185.5   | 20      | 24,75   | 5/144   | 1       | 0       |
| Pragyan Ojha        | Indien     | 4       | 254.2   | 20      | 30,85   | 5/45    | 2       | 0       |
| Monty Panesar       | England    | 3       | 183     | 17      | 26,82   | 6/81    | 2       | 1       |
| Ravichandran Ashwin | Indien     | 4       | 236.5   | 14      | 52,64   | 3/80    | 0       | 0       |
| James Anderson      | England    | 4       | 126.4   | 12      | 30,25   | 4/81    | 0       | 0       |

| ODIs                | ODIs       | ODIs    | ODIs    | ODIs    | ODIs    | ODIs    | ODIs    | ODIs    |
| Batting             | Batting    | Batting | Batting | Batting | Batting | Batting | Batting | Batting |
| Spieler             | Mannschaft | Spiele  | Innings | Runs    | Average | HS      | 100s    | 50s     |
| ------------------- | ---------- | ------- | ------- | ------- | ------- | ------- | ------- | ------- |
| Suresh Raina        | Indien     | 5       | 4       | 277     | 92,33   | 89*     | 0       | 4       |
| Ian Bell            | England    | 5       | 5       | 234     | 58,50   | 113*    | 1       | 1       |
| Alastair Cook       | England    | 5       | 5       | 207     | 41,40   | 76      | 0       | 2       |
| Kevin Pietersen     | England    | 5       | 5       | 185     | 37,00   | 76      | 0       | 1       |
| Joe Root            | England    | 5       | 4       | 163     | 54,33   | 57*     | 0       | 1       |
| Bowling             |            |         |         |         |         |         |         |         |
| Spieler             | Mannschaft | Spiele  | Overs   | Wickets | Average | BBI     | 5W      | 10W     |
| James Tredwell      | England    | 5       | 47      | 11      | 18,18   | 4/44    | 0       | 0       |
| Ravindra Jadeja     | Indien     | 5       | 40.4    | 9       | 15,77   | 3/19    | 0       | 0       |
| Tim Bresnan         | England    | 4       | 34.4    | 7       | 28,85   | 4/45    | 0       | 0       |
| Steven Finn         | England    | 5       | 49.1    | 7       | 32,85   | 2/27    | 0       | 0       |
| Ravichandran Ashwin | Indien     | 5       | 46      | 7       | 35,71   | 3/39    | 0       | 0       |

| Twenty20s     | Twenty20s  | Twenty20s | Twenty20s | Twenty20s | Twenty20s | Twenty20s | Twenty20s | Twenty20s |
| Batting       | Batting    | Batting   | Batting   | Batting   | Batting   | Batting   | Batting   | Batting   |
| Spieler       | Mannschaft | Spiele    | Innings   | Runs      | Average   | HS        | 100s      | 50s       |
| ------------- | ---------- | --------- | --------- | --------- | --------- | --------- | --------- | --------- |
| Alex Hales    | England    | 2         | 2         | 98        | 49,00     | 56        | 0         | 1         |
| MS Dhoni      | Indien     | 2         | 2         | 62        | 62,00     | 38        | 0         | 0         |
| Suresh Raina  | Indien     | 2         | 2         | 61        | 61,00     | 35*       | 0         | 0         |
| Virat Kohli   | Indien     | 2         | 2         | 59        | 29,50     | 38        | 0         | 0         |
| Eoin Morgan   | England    | 2         | 2         | 54        | 54,00     | 49*       | 0         | 0         |
| Bowling       |            |           |           |           |           |           |           |           |
| Spieler       | Mannschaft | Spiele    | Overs     | Wickets   | Average   | BBI       | 5W        | 10W       |
| Yuvraj Singh  | Indien     | 2         | 8         | 6         | 6,00      | 3/17      | 0         | 0         |
| Tim Bresnan   | England    | 2         | 7         | 3         | 17,66     | 2/26      | 0         | 0         |
| Ashok Dinda   | Indien     | 2         | 7         | 3         | 20,66     | 2/18      | 0         | 0         |
| Luke Wright   | England    | 2         | 7         | 3         | 20,66     | 2/38      | 0         | 0         |
| Jade Dernbach | England    | 2         | 7         | 2         | 32,00     | 2/37      | 0         | 0         |
| Stuart Meaker | England    | 2         | 7.5       | 2         | 35,00     | 1/28      | 0         | 0         |

## Player of the Series
Als Player of the Series wurden die folgenden Spieler ausgezeichnet.
| Serie | Player of the Series |
| ----- | -------------------- |
| Test  | Alastair Cook        |
| ODI   | Suresh Raina         |
| T20   | Yuvraj Singh         |

### Player of the Match
Als Player of the Match wurden die folgenden Spieler ausgezeichnet.
| Spiel   | Player of the Match |
| ------- | ------------------- |
| 1. Test | Cheteshwar Pujara   |
| 2. Test | Kevin Pietersen     |
| 3. Test | Alastair Cook       |
| 4. Test | James Anderson      |
| 1. T20  | Yuvraj Singh        |
| 2. T20  | Eoin Morgan         |
| 1. ODI  | James Tredwell      |
| 2. ODI  | Ravindra Jadeja     |
| 3. ODI  | Virat Kohli         |
| 4. ODI  | Suresh Raina        |
| 5. ODI  | Ian Bell            |